# Breitengüßbach
Breitengüßbach es un municipio situado en el distrito de Bamberg, en el estado federado de Baviera (Alemania). Tiene una población estimada, a fines de marzo de 2024, de 4525 habitantes.